# Margaret Leighton
Margaret Leighton (Barnt Green, 26 febbraio 1922 – Chichester, 13 gennaio 1976) è stata un'attrice inglese.

## Biografia
Interprete colta e sofisticata, lavorò con la compagnia teatrale dell'Old Vic sotto la direzione di Laurence Olivier, interpretando personaggi femminili fragili e complessi. Fece il suo debutto sullo schermo nel ruolo di Dorothy in Laugh With Me (1938), mentre debuttò a Broadway nel 1946 con il ruolo di Lady Percy in Enrico IV, parte I ed Enrico IV, parte II, a fianco di Laurence Olivier e Ralph Richardson, diventando una dei più acclamati talenti teatrali, sia in patria sia a Broadway.
La sua vocazione per ruoli complessi e difficili, che seppe interpretare con grande intensità, le fece vincere numerosi Tony Award e le procurò interessanti offerte dal cinema. Per il ruolo di mrs. Maudsley in Messaggero d'amore (1971), la Leighton vinse il BAFTA alla migliore attrice non protagonista nel 1973, ed ottenne anche la candidatura all'Oscar sempre come miglior attrice non protagonista nel 1972. Aveva già precedentemente ottenuto un'altra candidatura ai BAFTA come migliore attrice protagonista per il ruolo di Valerie Carrington nel film Per una questione di principio (1955), al fianco di David Niven.
Margaret Leighton morì di sclerosi multipla il 13 gennaio 1976 a Chichester, nel Sussex.

## Vita privata
Margaret Leighton si sposò tre volte: dal 1947 al 1955 con l'editore Max Reinhardt, dal 1957 al 1961 con l'attore Laurence Harvey e infine nel 1964 con l'attore Michael Wilding. Quest'ultimo matrimonio durò sino alla morte dell'attrice.

## Filmografia

### Cinema
- Laugh with Me, regia di Herbert C. Prentice (1938)
- Tutto mi accusa (The Winslow Boy), regia di Anthony Asquith (1948)
- Carlo di Scozia (Bonnie Prince Charlie), regia di Anthony Kimmins e Alexander Korda (1948)
- Il peccato di Lady Considine (Under Capricorn), regia di Alfred Hitchcock (1949)
- Lo spirito, la carne, il cuore (The Astonished Heart), regia di Anthony Darnborough e Terence Fisher (1950)
- L'inafferrabile Primula Rossa (The Elusive Pimpernel), regia di Michael Powell ed Emeric Pressburger (1950)
- L'ultima rapina (Calling Bulldog Drummond), regia di Victor Saville (1951)
- Il signore che rincasava alle sette, (Home at Seven), regia di Ralph Richardson (1952)
- The Holly and the Ivy, regia di George More O'Ferrall (1952)
- L'età della violenza (The Good Die Young), regia di Lewis Gilbert (1954)
- The Teckman Mystery, regia di Wendy Toye (1954)
- Per una questione di principio (Carrington V.C.), regia di Anthony Asquith (1955)
- Sette mogli per un marito (The Constant Husband), regia di Sidney Gilliat (1955)
- The Passionate Stranger, regia di Muriel Box (1957)
- L'urlo e la furia (The Sound and the Fury), regia di Martin Ritt (1959)
- Il generale non si arrende (Waltz of the Toreadors), regia di John Guillermin (1962)
- L'amaro sapore del potere (The Best Man), regia di Franklin J. Schaffner (1964)
- Il caro estinto (The Loved One), regia di Tony Richardson (1965)
- Missione in Manciuria (Seven Women), regia di John Ford (1966)
- La pazza di Chaillot (The Madwoman of Chaillot), regia di Bryan Forbes (1969)
- Messaggero d'amore (The Go-Between), regia di Joseph Losey (1971)
- Peccato d'amore (Lady Caroline Lamb), regia di Robert Bolt (1972)
- X, Y & Zi (Zee and Co.), regia di Brian G. Hutton (1972)
- Bequest to the Nation, regia di James Cellan Jones (1973)
- La bottega che vendeva la morte (From Beyond the Grave), regia di Kevin Connor (1974)
- Galileo, regia di Joseph Losey (1975)
- Tempi brutti per Scotland Yard (Trial by Combat), regia di Kevin Connor (1976)

### Televisione
- BBC Sunday Night Theatre: As You Like It – film TV (1953)
- Lilli Palmer Theatre – serie TV, 1 episodio (1956)
- Suspicion – serie TV, 1 episodio (1957)
- Alfred Hitchcock presenta (Alfred Hitchcock Presents) – serie TV, episodio 4x10 (1958)
- Playhouse 90 – serie TV, 1 episodio (1959)
- The DuPont Show of the Month – serie TV, 1 episodio (1959)
- Ben Casey – serie TV, episodio 4x01 (1964)
- La legge di Burke (Burke's Law) – serie TV, episodio 2x05 (1964)
- L'ora di Hitchcock (The Alfred Hitchcock Hour) – serie TV, episodio 3x13 (1965)
- Il dottor Kildare (Dr. Kildare) – serie TV (1965)
- F.B.I. (The F.B.I.) – serie TV, 1 episodio (1966)
- Agenzia U.N.C.L.E. (The Girl from U.N.C.L.E.) – serie TV, episodio 1x11 (1966)
- A Touch of Venus – serie TV (1968)
- Al banco della difesa (Judd for the Defense) – serie TV, 1 episodio (1969)
- Play of the Month – serie TV, 2 episodi (1968-1969)
- The Vortex, regia di Philip Dudley – film TV (1969)
- The Wednesday Play – serie TV, 1 episodio (1969)
- Reporter alla ribalta (The Name of the Game) – serie TV, 1 episodio (1970)
- Hallmark Hall of Fame – serie TV, 1 episodio (1970)
- The Upper Crusts – serie TV (1973)
- Tutto mi porta da te (Great Expectations) – film TV (1974)
- Spazio 1999 (Space: 1999) – serie TV, episodio 1x13 (1975)
- Journey Through the Black Sun – film TV (1976)

## Riconoscimenti
- Premio Oscar
  - 1972 – Candidatura alla miglior attore non protagonista per Messaggero d'amore

- BAFTA
  - 1955 – Candidatura alla migliore attrice protagonista britannica  Per una questione di principio
  - 1972 – Migliore attrice non protagonista per Messaggero d'amore

## Doppiatrici italiane
- Dhia Cristiani in Carlo di Scozia, Lo spirito, la carne, il cuore
- Andreina Pagnani in  L'età della violenza, L'amaro sapore del potere
- Lydia Simoneschi in L'urlo e la furia
- Lilla Brignone in Il caro estinto
- Clelia Bernacchi in Missione in Manciuria
- Renata Marini in La pazza di Chaillot
- Adriana De Roberto in Messaggero d'amore
- Benita Martini in Peccato d'amore
- Rosetta Calavetta in X Y e Zi
- Vittoria Febbi nel ridoppiaggio de Il peccato di Lady Considine